# 종현산
종현산 (鍾縣山)은 대한민국 경기도 연천군 청산면에 있는 높이 588m의 산이다. 경기 지괴 내 장락층군, 안구상 편마암 등으로 구성된다.

## 같이 보기
- 한국의 산
- 연천군의 지질